# Motion Picture Patents Company
Die Motion Picture Patents Company (MPPC), auch Edison Trust, war ein 1908 gegründeter Trust, der aus allen damals in den USA bedeutenden Unternehmen der Filmindustrie bestand. In den USA wurde der Trust auch als das erste Oligopol bekannt. Der Trust verlor ab 1912 aufgrund von Gerichtsentscheidungen an Bedeutung und bestand bis 1915, als er gemäß den Bestimmungen des Sherman Antitrust Act für illegal erklärt wurde.
Zweck des Trusts war, sämtliche Patente der beteiligten Unternehmen in einer gemeinsamen Gesellschaft zu vereinen und Verstöße rigoros zu verfolgen. Dadurch sollte jeglicher Konkurrenz der Zugang zum US-amerikanischen Filmmarkt unmöglich gemacht werden. Letztlich förderte der Trust jedoch die Verlagerung der US-Filmindustrie von New York (vor allem die Vorstadt Fort Lee) an der Ostküste nach Los Angeles (mit Hollywood als Zentrum) an der Westküste.

## Geschichte
Ende des Jahres 1908 entstand auf Initiative der Filmgesellschaften Edison und Biograph die Motion Picture Patents Company, kurz MPPC. Dieser Trust vereinte die Patente aller großen Filmproduzenten (Edison, Biograph, Vitagraph, Essanay, Selig, Lubin, Kalem Company, American Star, American Pathé), des größten Filmvertriebs (George Kleine) und des größten Produzenten von Film, Eastman Kodak. Dadurch sollte eine oligopole Kontrolle der Filmbranche verwirklicht werden.
Die MPPC trug durch ihre aggressive Politik maßgeblich dazu bei, das Zentrum der Filmindustrie von New York City und Chicago nach Hollywood zu verlagern, da sich dort unabhängige Filmemacher sicherer vor ihr fühlten.
In der Frühzeit des US-amerikanischen Films lagen die meisten wichtigen Patente bezüglich der Filmproduktion bei Thomas Edison, der versuchte, diese mit Hilfe der MPPC rigoros durchzusetzen. Klagen und Abmahnungen gegen unabhängige Filmstudios waren an der Tagesordnung. Der Trust sandte auch Schlägertrupps aus, die nicht lizenzierte Kameras zertrümmerten und dabei die Filmteams nicht verschonten. Die unabhängigen Filmemacher reagierten, indem sie nach Kalifornien zogen. Die Westküste war weit von der Zentrale der MPPC in New Jersey entfernt, zudem lag Mexiko nah. Wenn bekannt wurde, dass ein Vertreter der MPPC auf dem Weg nach Südkalifornien war, flohen die Filmstudios kurzfristig ins benachbarte Ausland.
Das MPPC scheiterte letztlich zum einen daran, dass die unabhängigen Filmstudios kommerziell erfolgreich genug waren, um den Trust aufzubrechen, zum anderen wurde die rechtliche Basis ihrer Unternehmungen nach und nach schwächer. Hauptgründe für den wirtschaftlichen Erfolg der Independents waren die Einführung von abendfüllenden Spielfilmen und der Aufbau eines Starsystems. Der Trust hingegen hielt an seinem Konzept Kurzfilm ohne namentliche Nennung der Darsteller weiter fest. Der Supreme Court of the United States hob 1912 das Patent zur Filmherstellung auf und 1915 auch alle anderen Patente des Unternehmens. Die Verurteilung im Jahr 1917 aufgrund des Sherman Antitrust Act bedeutete das endgültige Ende für den Trust, der zu dieser Zeit aber ohnehin schon allen Einfluss verloren hatte.

## Geschäftspraktiken
Zur Verhinderung von Konkurrenz zwischen den am Trust beteiligten Unternehmen legte die MPPC einen Standardpreis pro Fuß für jeden neu erscheinenden Film fest und bestimmte, wie viele Filme die Filmgesellschaften pro Woche auf den Markt bringen durften. Bei der damaligen Länge eines Films von zehn bis zwanzig Minuten waren dies zwischen ein und drei Filme.
Die MPPC lieferte ihre Filme nur an jene Filmbörsen – Filme wurden damals noch verkauft, das System des Filmverleihs setzte sich erst mehrere Jahre später durch, als die Filme länger und somit teurer wurden – und Kinos, die von der MPPC lizenziert waren. Lizenzierte Kinos hatten wöchentlich Lizenzgebühren für die verwendeten Filmprojektoren zu zahlen. Gegen unlizenzierte Kinos wurde rechtlich vorgegangen.
1910 gründete die MPPC die General Film Company als Vertriebsarm. Damit wurden Geschäftspraktiken eingeführt, die später von den großen Hollywoodstudios – die ab diesem Zeitpunkt als Reaktion auf das MPPC-Oligopol nach und nach an der Westküste entstanden – nachgeahmt wurden. Dies waren zum einen Dauerbestellungen („standing orders“) und Zonenbeschränkungen. Dauerbestellungen – in der Filmwirtschaft auch als Block- oder Blindbuchen bekannt – verpflichteten Filmverleiher bzw. Kinobesitzer dazu, alle Filme eines bestimmten Herstellers zu beziehen – oder ansonsten gar keine Filme des bestimmten Herstellers spielen zu dürfen. Die Zonenbeschränkungen regelten wiederum, dass zeitgleich erscheinende Filme der verschiedenen Hersteller nicht miteinander konkurrierten.
Weiter wurde eingeführt, dass neue Filme im Fußpreis teurer sind als solche, die bereits länger im Umlauf sind. Dies förderte das Entstehen von Erstaufführungskinos, die eleganter gestaltet waren und mehr Service boten als gewöhnliche Kinos und dementsprechend teurer waren.